# Камуфлет

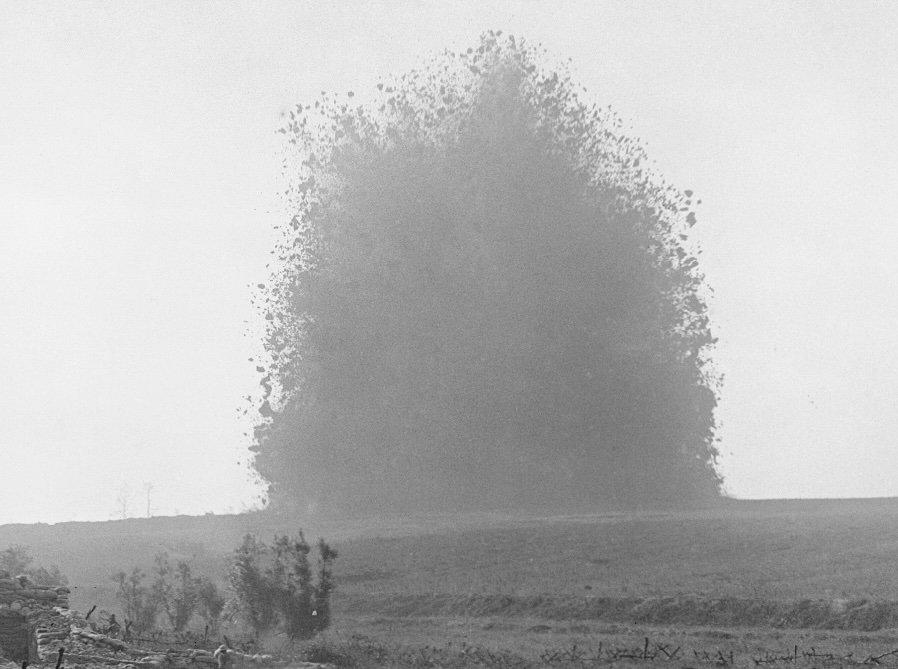

Камуфле́т (фр. camouflet) — подземная вспышка пороха, малая мина, небольшой взрыв, для сотрясения и засыпки неприятельской подземной работы, или для задушения землекопов его дымом и смрадом, взрыв под землёй, обычно без образования воронки.
В переносном смысле слово камуфлет означает — неожиданная неприятность, подвох, неудача.

## История
Ранее камуфлет (минный подземный горн), в военном деле, употреблялся в минной войне для разрушения минных галерей неприятеля, то есть засыпки неприятельской подземной работы, или для уничтожения военнослужащих инженерных войск ведущих эти работы.
При осадах крепостные контраминеры использовали подземные взрывы для разрушения подземных ходов противника, которые противник старался подвести под бастионы, куртины и другие надземные фортификационные сооружения. Такие контравзрывы часто бывали чисто подземные — то есть камуфлеты.
Позже камуфлетами стали называть разрывы артиллерийских снарядов, мин, авиационных бомб, проникших глубоко в грунт, без образования воронки.
В горном деле камуфлеты применяются, в частности, в предотвращении горных ударов.

19
Курящий цыгару над камуфлетом
Рискует быть отпетым.— Козьма Прутков, Военные афоризмы.